# Bloch MB 120
Il Bloch MB 120 era un trimotore di linea ad ala alta prodotto dall'azienda francese Société des Avions Marcel Bloch negli anni trenta.
Derivato dal precedente Bloch MB 71 e destinato a svolgere compiti di trasporto merci, postale e passeggeri nei territori coloniali africani francesi, 4 dei 10 esemplari costruiti vennero utilizzati dall'Armée de l'air, l'aeronautica militare francese.

## Storia del progetto
Dopo l'annullamento dello sviluppo dei modelli MB 70 ed MB 71, tutte evoluzioni dell'originale prototipo MB VI dell'inizio degli trenta ispirato dal fortunato statunitense Ford Trimotor e dal quale verrà sviluppato direttamente l'MB 60, Marcel Bloch volle insistere nella formula del velivolo trimotore ad ala alta finalizzata all'utilizzo nell'Africa Occidentale Francese. Benché tecnicamente oltre oceano si stessero contemporaneamente imponendo nuove soluzioni tecniche, come i bimotori Boeing 247 e Lockheed L-10 Electra, la robusta cellula completamente metallica continuava ad essere considerata ideale e necessaria per i gravosi compiti a cui sarebbe stato destinato.
Il prototipo, un MB 71 modificato, venne portato in volo per la prima volta dal pilota collaudatore Zacharie Heu alla fine d'ottobre del 1932 sull'aviosuperficie dell'azienda a Villacoublay. Dopo la presentazione alle autorità preposte, la scelta del governo francese al fine di garantire i collegamenti interregionali premiò la costanza di Bloch il quale avviò l'MB 120 ad una produzione, seppur piccola, in serie.

## Tecnica
L'MB 120 riproponeva l'aspetto del Ford Trimotor, una formula di successo utilizzata anche dal francese Farman F 300, dal tedesco Roland II e dall'italiano Savoia-Marchetti S.71. La fusoliera, completamente metallica, era a sezione rettangolare, dotata di cabina di pilotaggio rialzata rispetto allo scompartimento passeggeri e posizionata all'altezza del bordo d'attacco alare. Posteriormente terminava in una coda dall'impennaggio classico monoderiva con piani orizzontali controventati. L'ala era anch'essa metallica, posizionata alta e di grande spessore sotto la quale erano presenti le gondole che contenevano i due motori laterali. Il carrello d'atterraggio era triciclo classico, fisso, dotato anteriormente di ruote carenate ed integrate posteriormente da un ruotino d'appoggio. La propulsione era affidata a tre motori radiali a 9 cilindri Lorraine 9Na Algol da 300 CV (221 kW) ciascuno, posizionati sul muso e nelle gondole subalari.

## Impiego operativo
L'MB 120 venne gestito dalla compagnia aerea Air Afrique fondata nel 1934. Il volo inaugurale si svolse il 7 settembre dello stesso anno sulla rotta Algeri-Niamey, quest'ultima la città maggiormente abitata del Niger. Nel 1937 l'Air Afrique era dotata di una flotta di 7 esemplari MB 120 con i quali forniva servizi di collegamento sia passeggeri che merci.
Inoltre 4 dei 10 esemplari prodotti vennero utilizzati dall'Armée de l'air, l'aeronautica militare francese.

## Versioni
M.B.120.01
primo prototipo.
M.B.120
versione di serie trimotore da trasporto coloniale, prodotta in 10 esemplari.

## Utilizzatori

### Civili
Francia
- Air Afrique
- Air France
- Régie Air Afrique
- Régie Malgache
- Service de la navigation aérienne de Madagascar (SNAM)

### Militari
Francia
- Armée de l'air

 Francia di Vichy
- Armée de l'air de l'armistice

 Francia libera
- Forces aériennes françaises libres